# Ilha Franklin

Franklin Island é uma ilha com cerca de 13 km de extensão, situada no mar de Ross a 130 km  leste de cabo Hickey, Terra de Vitória. Foi descoberta em 27 de Janeiro de 1841 por James Clark Ross, que lhe atribuiu o nome em homenagem a Sir  John Franklin, explorador do Árctico e governador da Terra de Van Diemen (Tasmânia).